# Лазара Златарева
Лазара Златарева, по-известна като Кака Лара, е българска телевизионна водеща и актриса.

## Биография
Лазара Златарева е родена на 28 януари 1974 г. в град София. Неин баща е актьорът Иван Златарев.
Като дете играе в театър „Сълза и смях“. Става известна на 16 години като водеща на детското предаване „Милион и едно желания“.
През 1995 г. завършва специалност „актьорско майсторство за драматичен театър“ в НАТФИЗ „Кръстьо Сарафов“ в класа на проф. Димитрина Гюрова. Впоследствие играе в Младежкия театър и води предаване в БГ радио в продължение на четири години. Става водеща на предаването „Всички пред екрана“, което се излъчва по БНТ.
През 2010 г. двамата с Драго Драганов водят предаването „Полет над нощта“ по БНТ Сат.
Лара беше един от двамата водещи на предаването „Още нещо“, което се излъчваше три години всеки делничен ден по News7. През 2016 взима участие във Vip Brother.
През 2020 г. е гост-участник в „Маскираният певец“, като се крие под маската на Пилето.

### Брак
На 28 януари 1997 г. Лара се омъжва за телевизионния водещ Владимир Береану; на сватбата са облечени по дънки, кумове са семейството на Стефан Софиянски. През 1998 г. им се ражда дъщеря. Към края на 2010 г. двамата се развеждат.
След това има връзка с оператора Веселин Сивков. На 30 май 2011 г. на двамата им се ражда момиченце.

## Дублаж
- „Елфи в кухнята: Печено-сторено“ (2022) – Други гласове
- „Къщата на Шумникови“ (2022) – Луси Шумникова и други персонажи
- „Кръстници вълшебници: Още по вълшебни“ (2022) – Уанда
- „Шпионинът може да почака – Къщата на Шумникови: Филмът“ (2024) – Луна и Луси Шумникова